# Revels sund
Revels sund är ett sund i Finland. Det ligger i Vasa i landskapet Österbotten, i den västra delen av landet, 400 km nordväst om huvudstaden Helsingfors.
Revels sund löper mellan Revlarna i nordost och Boskär i sydväst. Den ansluter till Horsskärsfjärden i nordväst och Domarskärsfjärden i sydöst.